# Georgetown (Ohio)
Georgetown è un villaggio degli Stati Uniti d'America e capoluogo della contea di Brown nello Stato dell'Ohio. La popolazione era di 4,331 persone al censimento del 2010.

## Geografia fisica
Georgetown è situata a 38°52′01″N 83°54′09″W (38.866926, -83.902590).
Secondo lo United States Census Bureau, ha un'area totale di 4,04 miglia quadrate (10,46 km²).

## Storia
Georgetown fu pianificata nel 1819. Il villaggio deve il suo nome alla città di Georgetown nel Kentucky. Un ufficio postale chiamato Georgetown è in funzione dal 1821.

## Società

### Evoluzione demografica
Secondo il censimento del 2010, c'erano 4,331 persone.

### Etnie e minoranze straniere
Secondo il censimento del 2010, la composizione etnica del villaggio era formata dal 95,5% di bianchi, l'1,9% di afroamericani, lo 0,3% di nativi americani, lo 0,5% di asiatici, lo 0,2% di altre razze, e l'1,6% di due o più etnie. Ispanici o latinos di qualunque razza erano lo 0,6% della popolazione.